# Boldklubben af 1893
Boldklubben af 1893 (B.93) er en dansk fodbold- og tennisklub, der holder til på Østerbro i København. B.93 blev oprindeligt stiftet som en cricketklub den 19. maj 1893 og bar navnet ’Cricketklubben af 1893’ ved dåben. Fodbold kom til i 1896, hvor klubben skiftede til sit nuværende navn, mens tennis blev omfattet i 1901. Cricketafdelingen er senere nedlagt, hvorimod fodbold- og tennisafdelingerne i dag hører til blandt landets større klubber målt på medlemmer. I 2020 havde tennisafdelingen 2.353 medlemmer og var dermed den tredjestørste tennisklub i Danmark, målt på medlemstallet, efter Hellerup Idræts Klub og Kjøbenhavns Boldklub. Fodboldafdelingen var med 1.834 medlemmer den femtestørste fodboldklub under DBU i Danmark.
Med ni danske mesterskaber i fodbold ligger B.93 sammen med AB på en delt fjerdeplads på listen over klubber med flest danske mesterskaber. Det sidste mesterskab blev dog vundet i 1946, og klubben spillede sidst i den bedste danske række i 1998-1999. Klubben har også vundet talrige Danmarksmesterskaber i tennis.

## Fodboldhistorie
I 1895, et par år efter stiftelsen af cricketklubben, begyndte man også at spille fodbold i klubben, og fra 1896 deltog klubben i DBU's førsteholdsturnering, hvorfor dette årstal markerer starten på klubbens officielle fodboldhistorie. B.93 spillede uafbrudt i landets bedste række fra Danmarksturneringen blev indført i 1927 indtil 1954, da klubben måtte rykke ned i 2. division. Klubbens største succesperiode var i 1930’erne, hvor klubben gik under kælenavnet ’Champagneholdet’ og i perioden 1927-1935 hjemførte ikke færre end fem danmarksmesterskaber.
Siden midten af sidste århundrede har B.93 levet en mere anonym tilværelse i dansk fodbold, og seneste optræden i den øverste række var i sæsonen 1998/99, hvor klubben opnåede en enkelt sæson i Superligaen. Inden da havde man i perioden 1975-1983 uafbrudt spillet i den bedste række, og ikke mindst 1982 blev et ekstraordinært år for B.93, hvor klubben spillede sig i pokalfinalen og der besejrede B1903 over 2 kampe i Idrætsparken. Den første kamp endte uafgjort 3-3 efter forlænget spilletid, mens B.93 vandt omkampen med 1-0 og således sikrede sig adgang til Europa Cup'en for pokalvindere. Her sendte B.93 østtyske Dynamo Dresden ud af turneringen i første runde, men tabte i anden runde til Waterschei fra Belgien og måtte dermed forlade turneringen.
Det nye årtusinde startede dramatisk for B.93, da klubben i februar 2002 var tæt på at blive erklæret konkurs af Told & Skat. Konkursen blev dog afværget,, og det professionelle selskab bag den - B.93 Copenhagen A/S - blev overtaget af IT-millionæren Thomas Olsen og den tidligere landsholdsspiller Preben Elkjær. Makkerparret forlod klubben igen i juni 2004, og sportsligt gik det ned ad bakke. B.93 måtte således rykke ud af den næstbedste række året efter. I 2012 fortsatte nedturen, da B.93 rykkede ned fra 2. division Øst og for første gang i klubbens lange historie måtte se sig placeret uden for divisionsfodbold.. Det blev dog kun til enkelt sæson i Danmarksserien, da B.93 rykkede op igen året efter og har været divisionshold siden da.

### Præmiestatistik
- Mesterskaber: 1916, 1927, 1929, 1930, 1934, 1935, 1939, 1942, 1946[16]
- Pokalvinder: 1982[16]
- KBU-mester: 1901, 1905, 1908, 1909, 1915, 1927, 1928, 1930, 1932, 1934[16]
- KBU-pokalvinder: 1910, 1915, 1918, 1922, 1926, 1929, 1930, 1931, 1932, 1934, 1939, 1941, 1953

### Spillerstatistik
- Antal landsholdsspillere[17]: 47
- Flest kampe for klubben: Ole Petersen, 409 kampe, 1973-1988[18]
- Flest mål for klubben: Anthon Olsen, 268 mål, 1906-1929[18]

### Østerbro Stadion
Klubben har siden 1983 spillet sine hjemmekampe på Østerbro Stadion (bortset fra 2008-2009 og fra 2024-2025 hvor stadion gennemgik en større renovering), men har gennem tiden haft hjemmebane flere steder i København:
- 1911-1954: Idrætsparken
- 1955-1958: Østerbro Stadion og Vanløse Idrætspark
- 1959-1982: Idrætsparken, Østerbro Stadion og Vanløse Idrætspark
- 1983-2008: Østerbro Stadion
- 2008-2009: Valby Idrætspark
- 2009-2024: Østerbro Stadion
- 2024-2025: Sundby Idrætspark
- 2025-Frem: Østerbro Stadion

Tilskuerrekord Idrætsparken: 37.000 tilskuere (21. april 1944 mod Frem i KBUs pokalfinale).
Tilskuerrekord Østerbro Stadion: 6.850 tilskuere (10. november 1963 mod Randers Freja i 2. division.

### Ungdomsarbejde
B.93 har en stor ungdomsafdeling med både drenge- og pigefodbold med mere end 1.000 medlemmer. Klubben er en del af DBU's licensprogram, som netop er målrettet ungdomsarbejde, og har produceret mange talenter via sit fodboldakademi. Flere af disse har siden gjort karriere i danske og udenlandske klubber og på landsholdet.
I nyere tid har landsholdsspillere som brødrene Niclas og Daniel Jensen (hhv. 62 og 52 kampe for A-landsholdet i 00’erne) og senere Mathias "Zanka" Jørgensen, Jores Okore og Bashkim Kadrii haft en fortid som ungdomsspillere i B.93.

## Tennishistorie
Tennis er blevet spillet i klubben siden 1901, og B.93 har vundet DM i tennis for hold udendørs i 1997 og indendørs seks gange (1986, 1987, 1990, 1992, 1994 og 2002). Derudover har klubbens spillere i alt vundet 186 individuelle DM-mesterskaber (112,5 hvis doublerne tælles som et halvt mesterskab pr. person). Det er blevet til 22 mesterskaber i herresingle, 17 i damesingle, 73 i herredouble (dvs. 73 personer), 33 i damedouble (33 personer) og 41 spillere fra klubben, der har vundet mesterskabet imixed double.
B.93 fik sine første DM-vindere i 1911, da Mary Herskind vandt damedouble, og makkerparret Poul Groes og Axel Thayssen vandt i herredouble. På herresiden har Morten Christensen vundet 15 mesterskaber (heraf fem i single), Henning Wiig har vundet 12 mesterskaber (heraf fire i single), Povl Henriksen har vundet 12 mesterskaber (heraf ét i single), og Axel Petersen har vundet 11 mesterskaber (heraf otte i single). Hos kvinderne har Lone Vandborg vundet 17 mesterskaber (heraf fire i single), og Lise Kaae Sørensen har vundet 13 mesterskaber (ingen i single).

### Tennisbaner
Klubben opførte fra 1910-1912 en tennishal, tegnet af Søren Jacobsen Lemche med Edouard Suenson som ingeniør, med to indendørs tennisbaner i tilknytning til Østerbro Stadion. Hallen blev indviet i februar 1912 af det daværende kronprinspar Christian og Alexandrine. B.93 solgte i 2008 hallen til atletikklubben Sparta. Hallen, der ligger på adressen Gunnar Nu Hansens Plads 11, blev fredet i 2009 af Kulturarvsstyrelsen på grund af bygningens arkitektoniske og kulturhistoriske, herunder arkitekturhistoriske, værdier. I 2009 opførte klubben som erstatning en tennishal med fire indendørs baner på Svanemølleanlægget. I dag har klubben otte udendørs baner på Svanemølleanlægget og 11 udendørsbaner på klubbens gamle anlæg på P.H. Lings Allé.